# Hemithyrsocera vittata
Hemithyrsocera vittata är en kackerlacksart som först beskrevs av Brunner von Wattenwyl 1865.  Hemithyrsocera vittata ingår i släktet Hemithyrsocera och familjen småkackerlackor. Inga underarter finns listade i Catalogue of Life.